# Raymond Knops

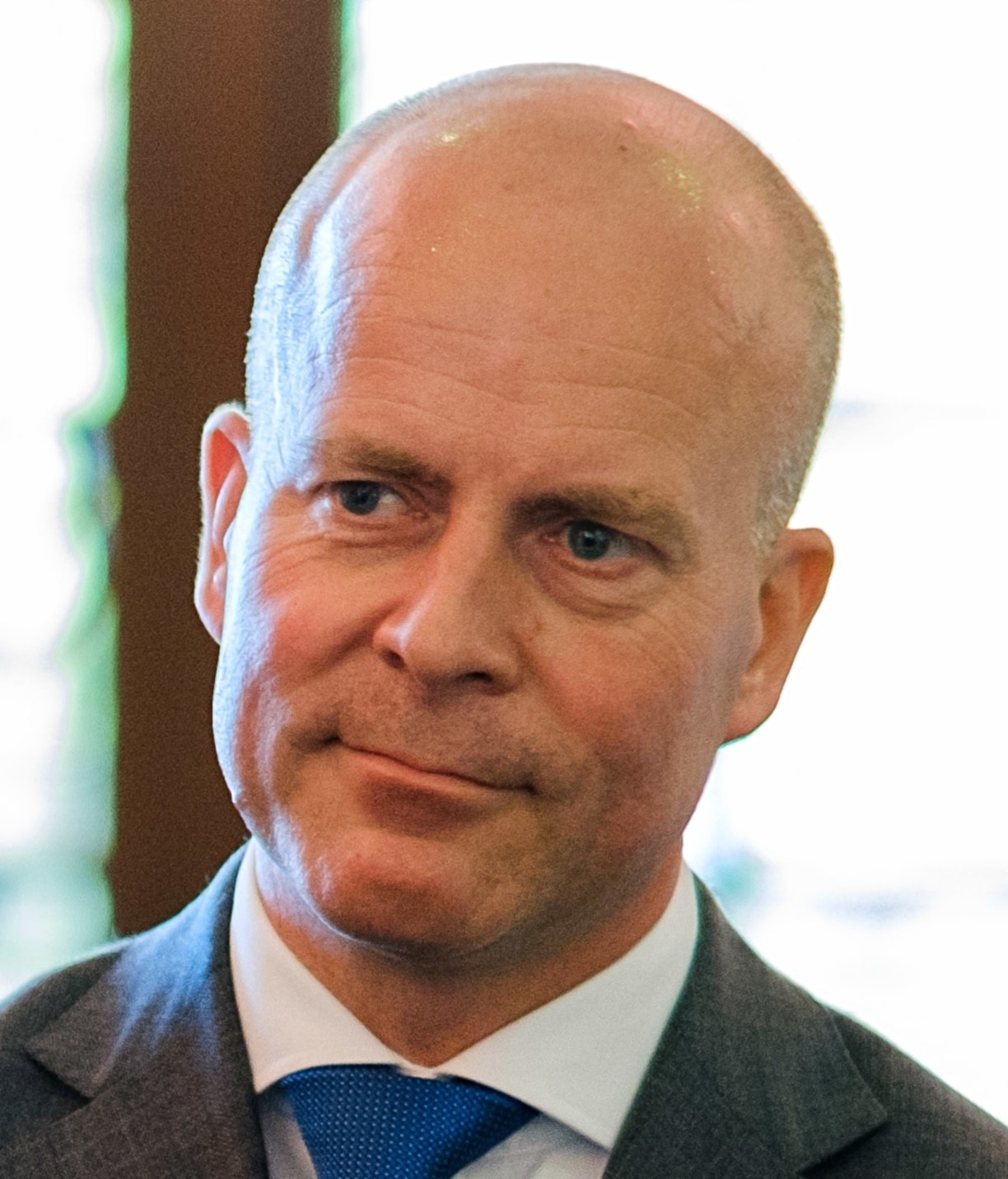
Raymond Knops (2018)

Raymond Willem Knops (* 10. November 1971 in Hegelsom) ist ein niederländischer Politiker des Christen-Democratisch Appèl (CDA). Von Oktober 2017 bis Januar 2022 war er Staatssekretär für Inneres und Königreichsbeziehungen im Kabinett Rutte III. Während dieser Zeit ersetzte er für einige Monate Kajsa Ollongren als Minister für Inneres und Königreichsbeziehungen.

## Laufbahn
Knops machte eine Ausbildung an der Königlichen Militärakademie in Breda und studierte anschließend Verwaltungswissenschaft an der Erasmus-Universität Rotterdam. Er bekleidete von 1995 bis 2000 verschiedene Offiziersfunktionen bei der Königlichen Luftwaffe.
Von 1999 bis 2005 war er Dezernent und stellvertretender Bürgermeister in der Gemeinde Horst (seit 2001: Horst aan de Maas). Von Oktober 2004 bis Februar 2005 war Knops als Berater im Militärstab des niederländischen Battlegroup-Kommandeurs der Irak-Stabilisierungstruppe SFIR-5 im Irak stationiert. Ab 2005 saß Knops mit einigen kurzen Unterbrechungen in der Zweiten Kammer der Generalstaaten, unter anderem als Mitglied des Präsidiums sowie des Auswärtigen Ausschusses, des Finanz-, Europa-, Verteidigungs-, Wirtschafts- und Innenausschusses. Am 26. Oktober 2017 wurde er zum Staatssekretär für Inneres und Königreichsbeziehungen im dritten Kabinett Rutte ernannt. Vom 1. November 2019 bis 14. April 2020 ersetzte er Kajsa Ollongren als Minister für Inneres und Königreichsbeziehungen, danach setzte er bis zum Antritt eines neuen Kabinetts, am 10. Januar 2022, seine Aufgaben als Staatssekretär fort.

## Privates
Knops lebt in Hegelsom, ist verheiratet und hat zwei Kinder.